# Charles Gore
Charles Gore (Lincolnshire, 5 dicembre 1729 – Weimar, 23 gennaio 1807) è stato un pittore inglese.

## Biografia
Charles Gore nacque nel 1729 a Horkstow, nel North Lincolnshire. Frequentò la Westminster School prima di lavorare con lo zio in una compagnia commerciale londinese. Nel 1751 sposò Mary Cockerill, la cui ricchezza gli permise di non dover più lavorare. Dopo la morte del padre, si trasferì con la famiglia nel 1759 a Southampton, dove trascorse molte giornate dipingendo ad acquerello scene navali presso i cantieri di Portsmouth. Progettò personalmente un cutter, che chiamò Snail. Frequentava il Duca di York, il Duca di Gloucester e il Duca di Cumberland, tutti fratelli del re Giorgio III.
Viaggiò in Europa, dove subì l'influenza dei maestri olandesi. Dipinse per un periodo con Jakob Philipp Hackert e insieme realizzarono diversi schizzi. Sviluppò uno stile personale incentrato su soggetti marini, ma era anche noto per completare disegni di altri artisti e copiare dipinti altrui.

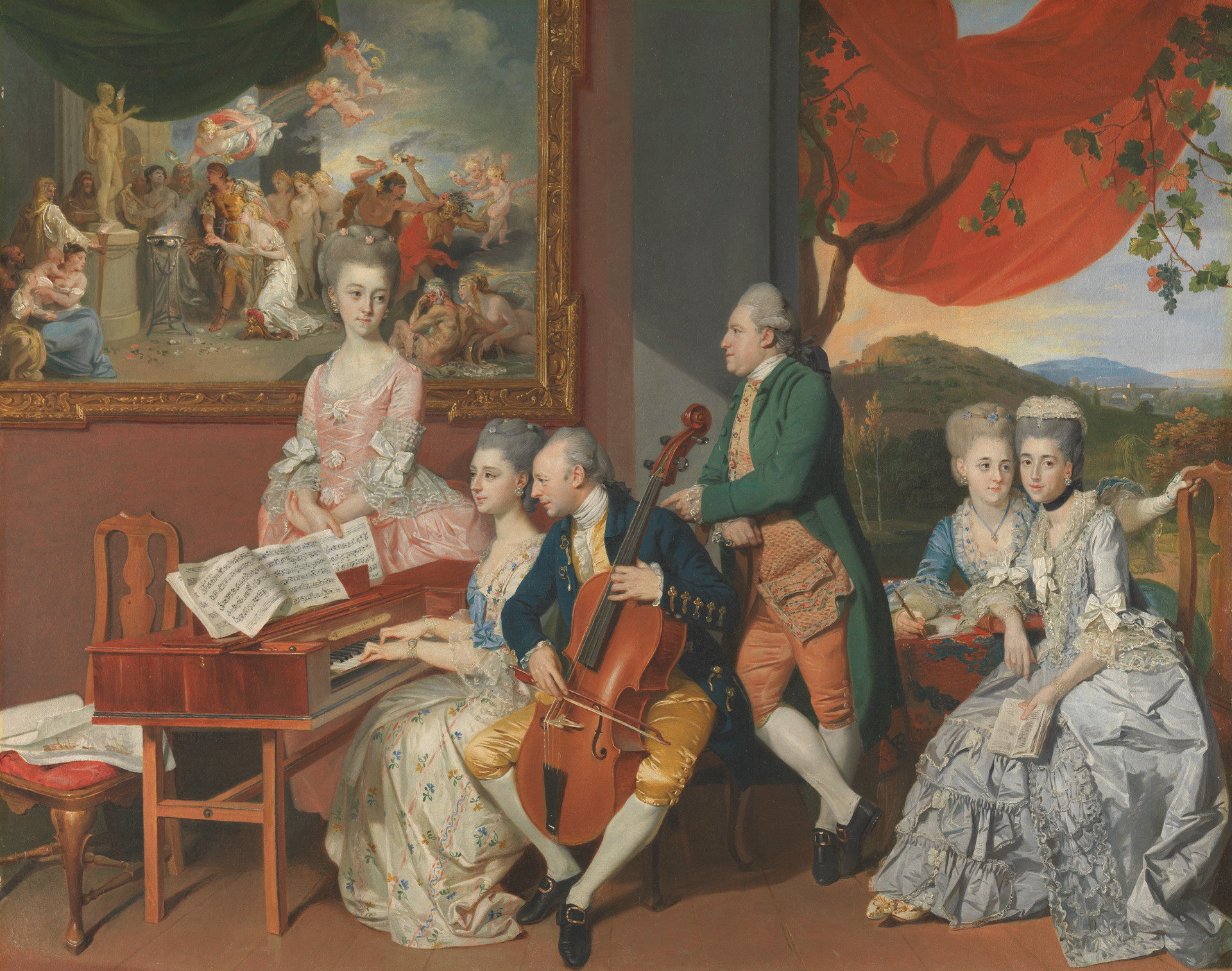
Hannah è in alto a sinistra; il futuro sposo è la figura in piedi a destra

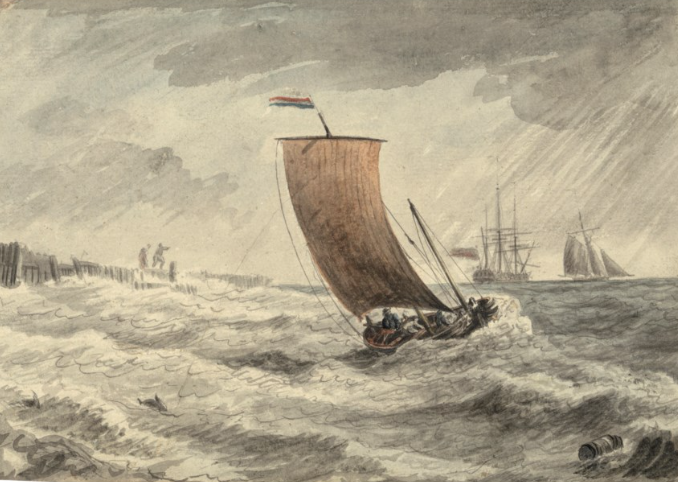
Shipping, with dolphins, a squall approaching di Charles Gore

Il 2 giugno 1775 George Clavering-Cowper sposò la sedicenne Hannah Anne Gore, figlia di Charles Gore. Il fidanzamento fu commemorato con un dipinto di Johann Zoffany, commissionato da Gore. Nel 1780, la figlia si trasferì a vivere nella Villa Palmieri a Fiesole e diede alla luce tre figli, due dei quali divennero conti.
Sua figlia Elizabeth Gore sposò il reverendo Henry Wood D.D. (Cambridge), figlio di Francis Wood JP, di Monk Bretton, Yorkshire, e fratello di Sir Francis Wood e di Sir Charles Wood.
Descritto come "un gentiluomo colto, di ampie vedute, con gusto artistico", Gore si stabilì a Weimar nel 1792, presumibilmente su invito di Carlo Augusto di Sassonia-Weimar-Eisenach, che si era innamorato della seconda figlia. Johann Wolfgang von Goethe era un visitatore assiduo della loro casa. Morì lì nel 1807.